# ثني المعادن

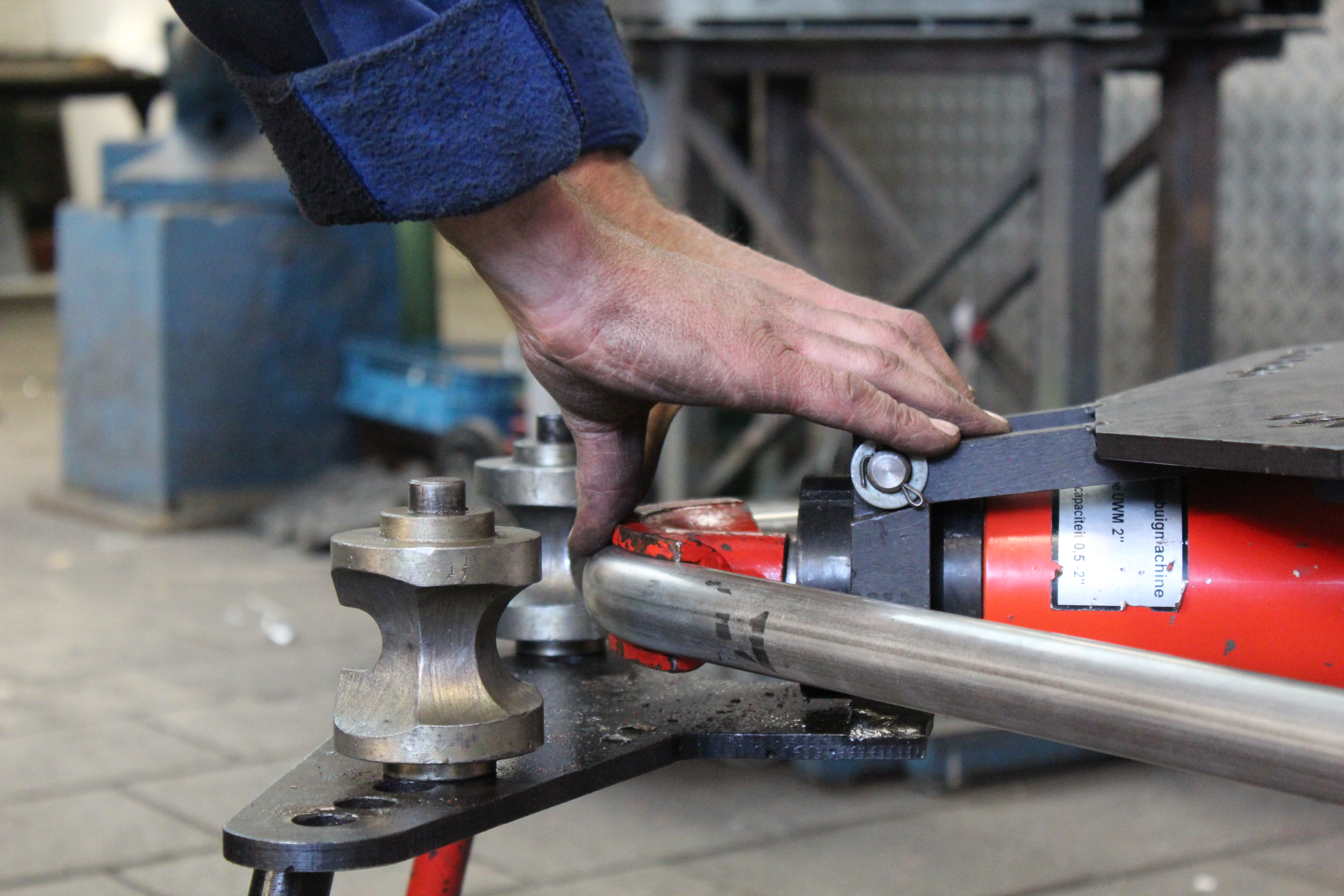
عملية ثني قضيب معدني.

رسم توضيحي لعملية ثني صفيحة معدنية إلى شكل حرف V

ثني المعادن هي عملية صناعية تُجرى على المعادن لإنتاج أشكال على حرف V أو U بزوايا مختلفة أو أشكال أخرى متعددة، وتُجرى على المعادن المطيلية، وتجرى في الغالب على الصفائح المعدنية، وتستخدم لمثل هذه العمليات إما أدوات يدوية أو آلات كبيرة بحسب الحاجة والتطبيق.

## قوة الثني
يجب أن تكون قوة الثني كافية من أن تخرج بالإجهادات عن حد المرونة بحيث تبقي الانفعالات اللدنة عند إزالة القوة المسلطة. هذا ويمكن التخلص من الإجهادات الدالية الناشئة عن عملية الثني بمعاملة المنتج حراريا بواسطة تخميره. ويجب معرفة ان هناك حد أدنى لقيمة نصف قطر الثني من الواجب أخذه في الاعتبار وتتوقف هذه القيمة الصغرى أساسا على التخانه وزاوية الثني والمادة المصنعة ومدى تصلدها بالتشكيل.

## معدات الثني
توجد معدات ثني يدوية وهي خاصة لثني الألواح حول حافات مستقيمة ومعدات ثني تدار باليد لتشكيل الألواح باستعمال الدلافين للحصول علي إسطوانات تامة الاستدارة وحيث يبدأ أولا بثني أحد طرفي اللوح المراد تشكيله ثم إيلاج الطرف الآخر وثنيه بتمريره بين الدلافين حتي النهاية لتخرج الاسطوانة المشكلة بمقطع مستعرض تام الاستدارة.